# Unterwaldhausen
Unterwaldhausen település Németországban, azon belül Baden-Württembergben. Lakosainak száma 283 fő (2023. december 31.).

## Népesség
A település népessége az elmúlt években az alábbi módon változott:
| Lakosok száma | 222  | 220  | 190  | 207  | 225  | 258  | 282  | 302  | 275  | 283  |
|               | 1961 | 1967 | 1974 | 1980 | 1987 | 1993 | 2000 | 2006 | 2013 | 2023 |